# Luis Alberto Lacalle
Luis Alberto Lacalle de Herrera (født 13. juli 1941 i Montevideo, Uruguay) er en uruguayansk politiker og advokat, der fungerede som præsident for Uruguay (fra marts 1990 til marts 1995) for Nationalpartiet.
Hans børn er Pilar, Luis og Juan José.